# Vsetín
Vsetín település Csehországban, Vsetíni járásban. Vsetín Jablůnka, Halenkov, Ústí, Lhota u Vsetína, Janová, Ratiboř, Malá Bystřice és Růžďka településekkel határos. Lakosainak száma 25 255 fő (2024. január 1.).

## Népesség
A település lakosságának változását az alábbi diagram mutatja:
| Lakosok száma | 5107 | 7869 | 9382 | 16 625 | 27 932 | 29 190 | 26 190 | 26 092 | 25 226 | 25 255 |
|               | 1869 | 1890 | 1921 | 1950   | 1980   | 2001   | 2017   | 2019   | 2022   | 2024   |